# Tim Reid
Tim Reid (Norfolk, 19 december 1944) is een Amerikaans acteur, komiek, regisseur en producent. Hij werd voor een Emmy Award genomineerd in 1988 voor zijn hoofdrol in de komedieserie Frank's Place en kreeg tegelijk een tweede nominatie voor de productie daarvan. Hij maakte in 1976 zijn filmdebuut in Mother, Jugs & Speed.
Reid werd door het Emmy-comité opgemerkt door Frank's Place, waarin hij 22 afleveringen speelde die hij zelf ook produceerde. Zijn echte acteerkilometers maakte hij niettemin in de televisieseries WKRP in Cincinnati, Simon & Simon en Sister, Sister, waarin Reid bij elkaar bijna 300 keer te zien was. Stephen King-fans herkennen hem wellicht als de volwassen versie van Mike Hanlon uit de boekverfilming It.
Reid was van 1967 tot en met 1980 getrouwd met Rita, met wie hij zoon Tim II (1968) en dochter Tori (1971) kreeg. Hij hertrouwde in 1982 met actrice Daphne Reid.

## Filmografie
*Exclusief televisiefilms, tenzij aangegeven
- Troop 491: Adventures of the Muddy Lions (2013)
- The Cost of Heaven (2010)
- Trade (2007)
- On the One (2005)
- For Real (2003)
- Mu Sa Do (2002)
- Out-of-Sync (1995)
- Say a Little Prayer (1993)
- It (1990, televisiefilm)
- The Fourth War (1990)
- Dead Bang (1989)
- Mother, Jugs & Speed (1976)

## Televisieseries
*Exclusief rollen van minder dan vijf afleveringen
- Treme - John A. Gatling (2010-2012, vier afleveringen)
- That '70s Show - William Barnett (2004-2006, negen afleveringen)
- Sister, Sister - Ray Campbell (1994-1999, 119 afleveringen)
- Frank's Place - Frank Parish (1987-1988, 22 afleveringen)
- Simon & Simon - Det. Marcel 'Downtown' Brown (1983-1987, 79 afleveringen)
- Teachers Only - Michael Horne (1983, vijf afleveringen)
- WKRP in Cincinnati - Venus Flytrap (1978-1982, 87 afleveringen)

- Bibliothèque nationale de France: cb14024735p (data)
- Gemeinsame Normdatei: 137235208
- International Standard Name Identifier: 0000 0000 7840 6634
- Library of Congress Control Number: n88066555
- Nationale Bibliotheek van Israël: 987007339775505171
- SNAC: w6k77h9d
- Virtual International Authority File: 49421947
- WorldCat: E39PBJjXp4xHr9rM8MHV7C4KBP